# Scutobelonium
Scutobelonium amorilens — вид грибів, що належить до монотипового роду Scutobelonium.